# Catégorie des espaces topologiques pointés
La catégorie des espaces topologiques pointés est une catégorie parfois notée Top{\displaystyle \bullet }.

## Définition
La catégorie Top{\displaystyle \bullet } est définie par ses objets et par ses flèches :
- un objet de Top{\displaystyle \bullet } est un espace pointé, c'est-à-dire un couple {\displaystyle (X,x)} constitué d'un espace topologique {\displaystyle X} et d'un point {\displaystyle x} de {\displaystyle X} ;
- une flèche {\displaystyle u} de l'objet {\displaystyle (X,x)} dans l'objet {\displaystyle (Y,y)} est une application continue de {\displaystyle X} dans {\displaystyle Y}, envoyant {\displaystyle x} sur {\displaystyle y}. Par abus de notation, cette application est encore notée {\displaystyle u}.

## Groupe fondamental
Le groupe fondamental {\displaystyle \pi _{1}(X,x)} d'un espace pointé {\displaystyle (X,x)} est l'ensemble des classes d'homotopie de lacets de base {\displaystyle x}, muni de la composition des (classes d'homotopie de) lacets.
Tout morphisme d'espaces pointés induit un morphisme des groupes fondamentaux associés, ce qui fait de {\displaystyle \pi _{1}} un foncteur de la catégorie des espaces pointés dans celle des groupes.